# Ahorn (Bawaria)
Ahorn – miejscowość i gmina w Niemczech, w kraju związkowym Bawaria, w rejencji Górna Frankonia, w regionie Oberfranken-West, w powiecie Coburg. Leży na południe od Coburga, nad rzeką Itz, przy drodze B4 i B303.

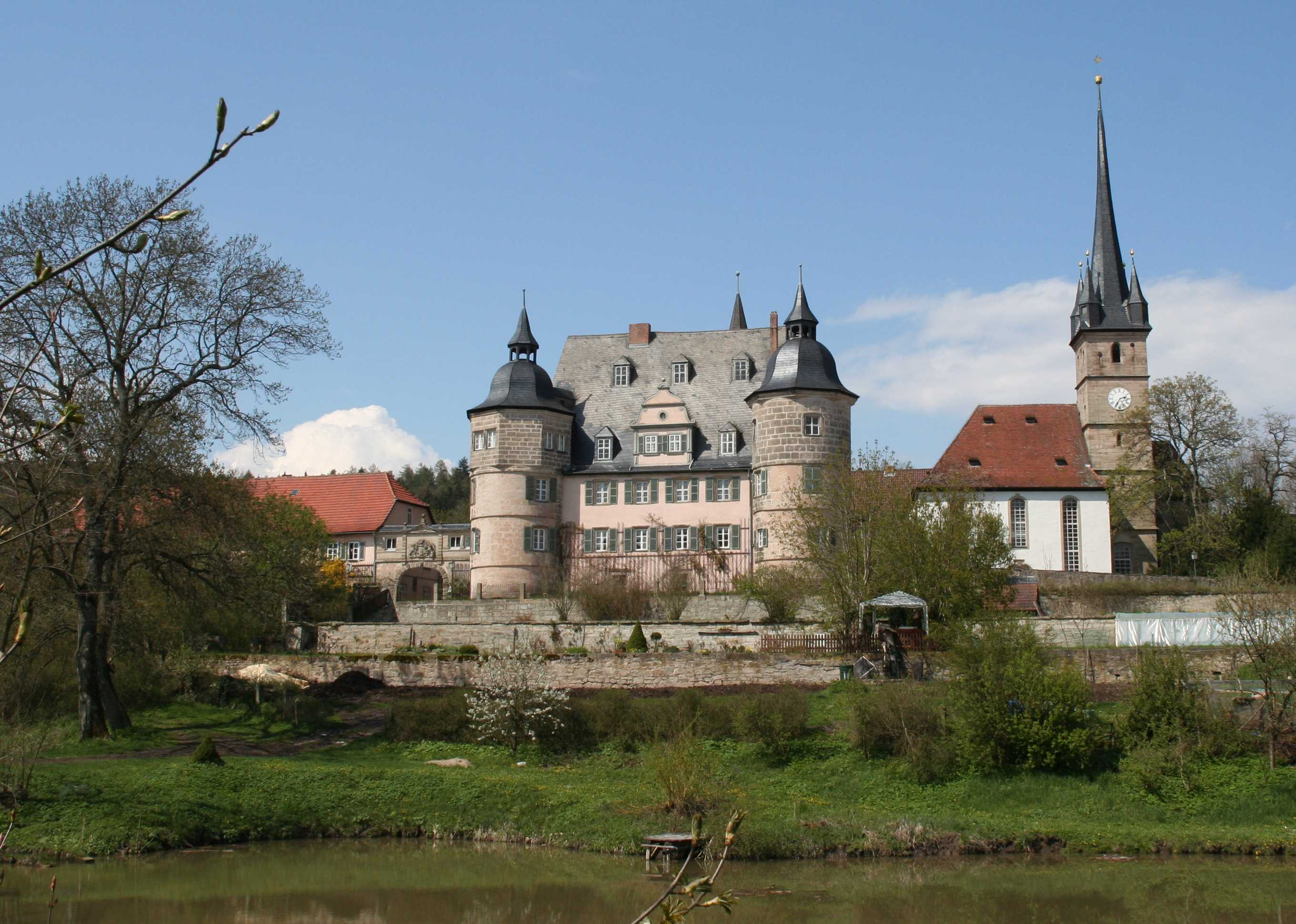
Zamek Ahorn

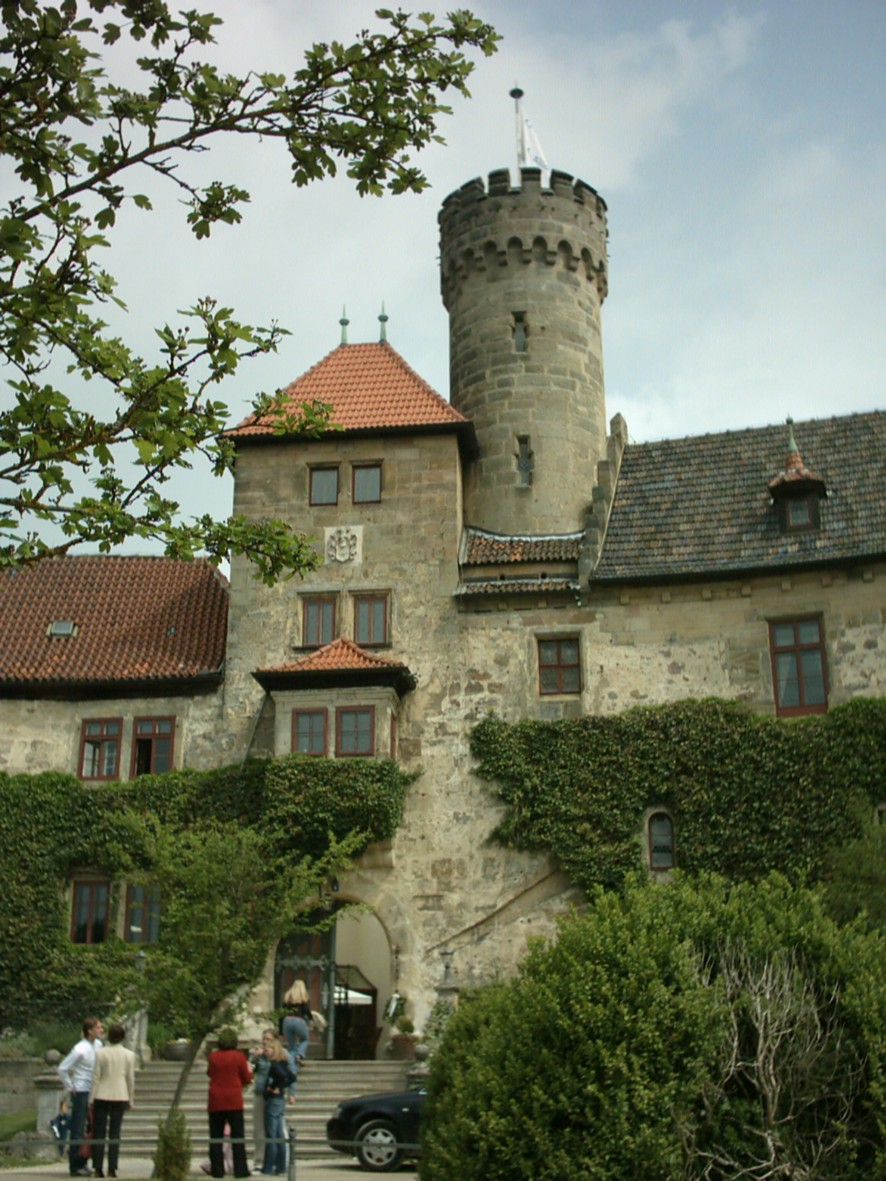
Zamek Hohenstein

## Dzielnice
W skład gminy wchodzą następujące dzielnice: Ahorn, Finkenau, Hohenstein, Krebsmühle, Schafhof, Schorkendorf, Triebsdorf, Witzmannsberg, Eicha, Wohlbach i Ziegelhütte.

## Demografia
| Rok  | Liczba mieszk. |
| ---- | -------------- |
| 1970 | 3.096          |
| 1987 | 4.262          |
| 2000 | 4.592          |
| 2003 | 4.589          |
| 2005 | 4.552          |

## Współpraca
Miejscowości partnerskie:
- Eisfeld, Turyngia
- Irdning, Austria

## Zabytki i atrakcje
- zamek Ahorn z XI wieku
- kościół zamkowy
- gotycka kaplica
- zamek Hohenstein, wybudowany w 1306, rozbudowany w 1573

## Oświata
(na 1999)

W gminie znajduje się 175 miejsc przedszkolnych (w 2 placówkach) oraz szkoła podstawowa (17 nauczycieli, 338 uczniów).